# کشمش

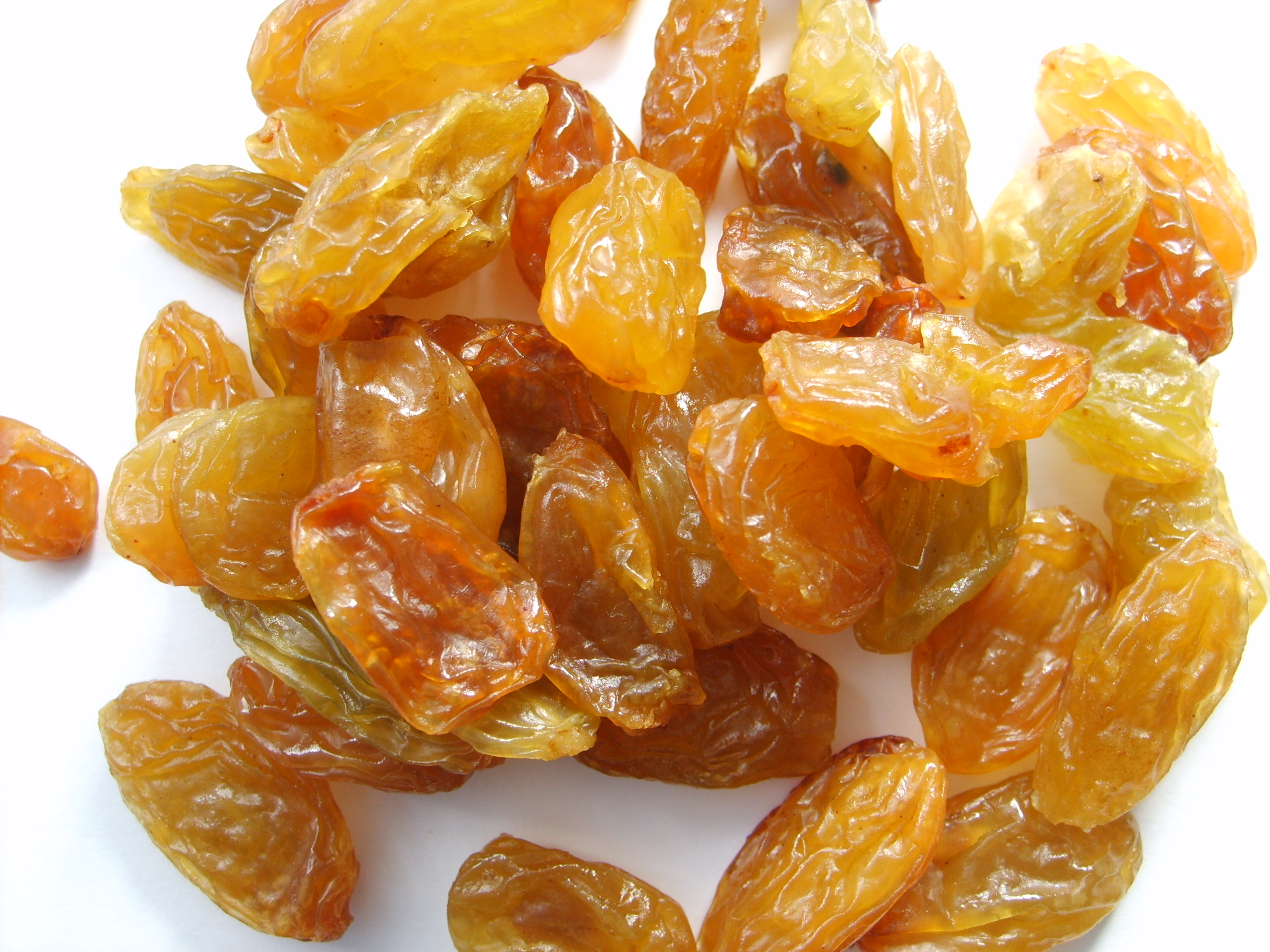

کشمش میوهٔ رسیده و خشک‌شدۀ انگور است که با توجه به نوع انگور، روش و شرایط خشک کردن و مواد افزودنی مجاز موجود در آن به نام‌های مختلفی در بازار به فروش می‌رسد و مانند دیگر خشکبارها در تمام سال یافت می‌شود. انگوری که اولین‌ بار کشمش از آن درست شده، حدود ۲۰۰۰ سال قبل از میلاد در مصر و ایران کشت می‌شده‌است. در ابتدای پیدایش کشمش، در روم و یونان از کشمش به عنوان جایزه برای برندگان مسابقات ورزشی و همچنین برای تزیین محل‌های عبادت استفاده می‌کردند. کشاورزان در سراسر ایران از گونه‌های مختلف انگور و به روش‌های گوناگون، انواع زیادی کشمش تولید می‌کنند که در آشپزی و آجیل مورد استفاده قرار می‌گیرد.

## تهیه کشمش
کشمش در واقع همان انگور خشک شده‌است. برای تهیه کشمش از انگورهایی استفاده می‌شود که گوشت سفید و پوست سبز رنگی دارند که پس از خشک شدن رنگ آن تغییر کرده و تیره‌تر می‌گردد و در نهایت به خوراکی شیرین با دانه‌های کوچک تبدیل می‌شود.
عمدۀ تولیدات کشمش در  کشورهای ترکیه - آمریکا و ایران می‌باشد. بر اساس گزارش‌ها سه کشور ترکیه، آمریکا و ایران، به‌ترتیب بیشترین تولید کشمش در سال 2023 را داشته‌اند.ترکیه 350 هزار تن و آمریکا 300 هزار تن و ایران 180 هزار تن تولید داشته اند .

## انواع کشمش
کشمش سبز قلمی
برای تهیه کشمش سبز از امولسیون سرد استفاده می‌شود که مخلوطی از درصدهای معین کربنات پتاسیم و روغن کشمش (روغن استرالیایی) می‌باشد. مقدار یک لیتر روغن با ۲٫۵ کیلوگرم کربنات پتاسیم در ۱۰۰ لیتر آب مخلوط را می‌کنند. انگور را بعد از برداشت تمیز کرده و درون محلول فرو می‌برند (مدت ۲۰ تا ۳۰ ثانیه بسته به نوع انگور) و سپس آن را روی رشته‌های سیم مفتولی داخل بارگاه بهداشتی آویزان می‌نمایند تا خشک شود. به این روش کشمش سبز تولید می‌شود و اگر بخواهیم می‌توان از گاز گوگرد برای تهیۀ کشمش دودی استفاده نمود. در این روش پودر گوگرد را داخل سینی کوچکی ریخته و آن را آتش می‌زنند. برای همگن شدن پخش گوگرد دریچه‌هایی در بارگاه تعبیه شده که با باز و بسته نمودن تدریجی آن جریان هوا در داخل بارگاه برقرار می‌شود.
کشمش زرد (دودی)
تمام مراحل تهیه این نوع کشمش مثل کشمش سبز قلمی است که در این روش از گاز گوگرد برای تهیۀ کشمش دودی استفاده می‌کنند. به این ترتیب که پودر گوگرد را داخل سینی کوچکی ریخته و آن را آتش می‌زنند. برای همگن شدن پخش گوگرد دریچه‌هایی در بارگاه تعبیه شده که با باز و بسته نمودن تدریجی آن جریان هوا در داخل بارگاه برقرار می‌شود.
کشمش تیفی
برای تهیه کشمش تیفی از انواع مختلف انگور از جمله انگور سبزه مال، رزقی و... استفاده می‌شود. کشمش تیفی را مانند کشمش آفتابی در محلول تیز آب فرو می‌برند. تنها تفاوت آن با کشمش آفتابی این است که به جای پهن کردن در آفتاب، آن را در سایه و روی بند خشک می‌کنند.
کشمش آفتابی
برای تهیه این نوع کشمش از نوع پیکانی و رسمی انگور استفاده می‌شود. برای این منظور انگور را پس از برداشت در محلول تیز آب فرو برده و سپس آن را در محلی تمیز و در معرض تابش نور مستقیم خورشید پهن می‌کنند.
کشمش مویز
برای تهیه مویز بیشتر از نوع رزقی استفاده می‌شود. برای این منظور انگور را پس از برداشت در محلی تمیز و عاری از هرگونه آلودگی پهن کرده و پس از خشک شدن آن را جمع‌آوری کرده و در سبدهای بزرگ نگهداری می‌نمایند.

## فواید کشمش
کشمش سرشار از آهن، پتاسیم، کلسیم و ویتامین‌های گروه B و دارای خواص آنتی‌اکسیدانی است و از تخریب سلولی جلوگیری می‌کند. کشمش حاوی مقدار مناسبی از فیبر، آنتی‌اکسیدان و انرژی است. فیبر موجود در کشمش از سرطان کولون و رشد غیرمعمول سلول‌ها جلوگیری می‌کند و موجب کنترل قند خون در بدن می‌شود و همچنین برای درمان مشکلات معده و یبوست مفید است. مصرف کشمش سستی و رخوت را از بدن دور و بدن را تقویت می‌کند. بیوفلاوونوئید‌های موجود در کشمش با سم‌زدایی و پاکسازی خون و بدن به سلامت کبد و درمان بیماری‌های کبد کمک می کنند. متخصصان تغذیه معتقدند خوردن چند عدد کشمش در روز به تقویت حافظه کمک کرده و افراد را از ابتلا به بیماری آلزایمر مصون می‌دارد. همچنین فیبر زیاد موجود در کشمش به کاهش کلسترول و بهبود عملکرد روده‌ها کمک می‌کند. در کنار آن پتاسیم را می‌توان نام برد که موجب کاهش فشارخون و جلوگیری از دفع مایعات بدن می‌شود و به میزان کافی در کشمش وجود دارد. مصرف کشمش به دلیل داشتن کلسیم فراوان برای سلامت استخوان‌ها مفید است و از پوکی استخوان جلوگیری می‌کند. همچنین کشمش حاوی سلنیوم است که باعث شفاف و براق شدن و تغذیه‌ی پوست می‌شود.

## مسمومیت در حیوانات
کشمش می تواند باعث نارسایی کلیه در گربه ها و سگ ها شود. علت این امر هنوز مشخص نیست.

## نگارخانه

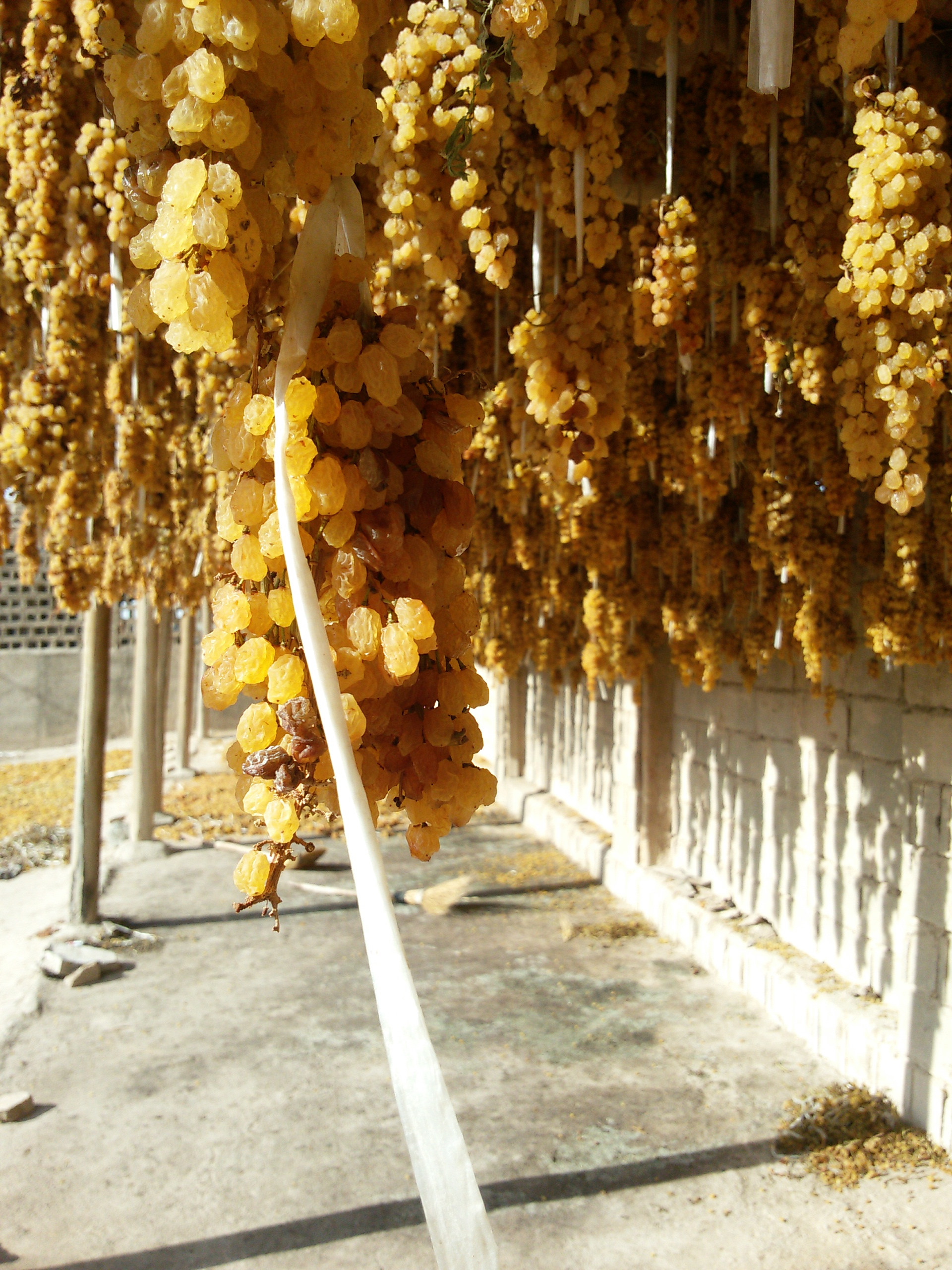
تهیه کشمش زرد گوگردی
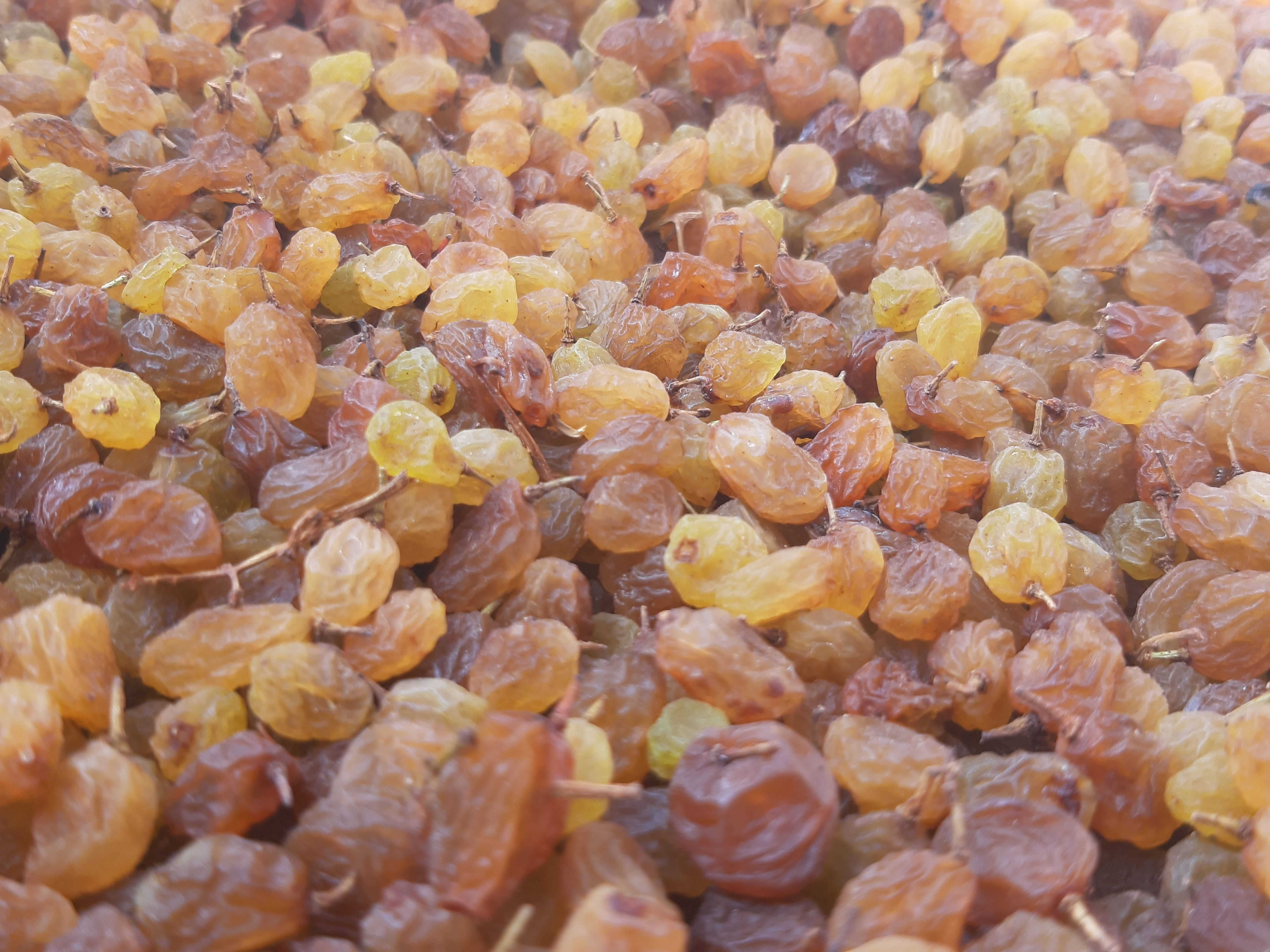
کشمش زرد گوگردی
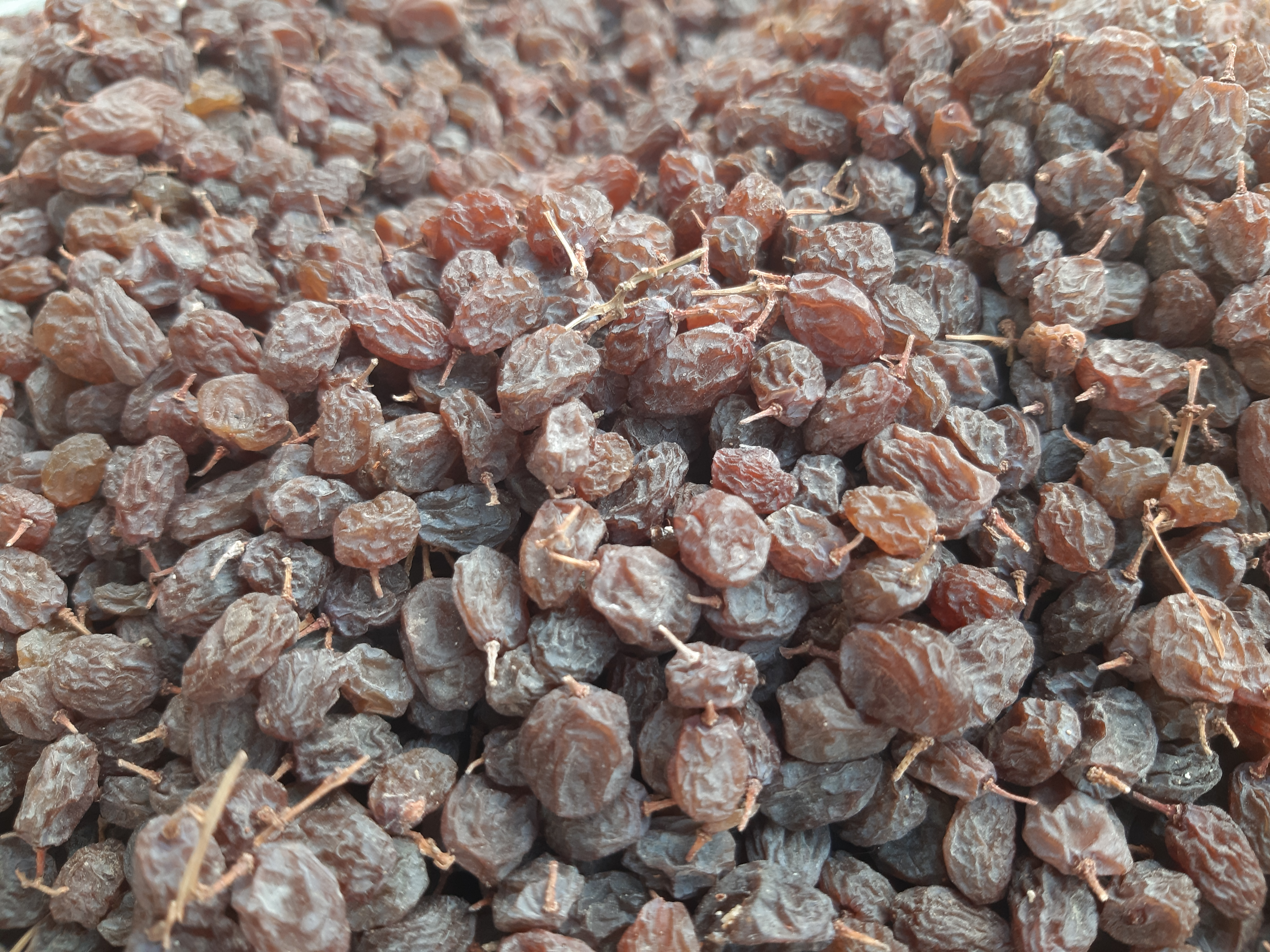
کشمش آفتابی